# Liedekerke
Liedekerke es una comuna en la provincia de Brabante Flamenco, en Bélgica. La comuna tiene unos 13 mil habitantes.

## Historia
Desde tiempos carolingios hasta el siglo XII Liedekerke formó parte de Brabante. En 1056-1059 Balduino V de Flandes obtuvo la parte noroccidental del contado en préstamo del emperador alemán. Este condado iba desde el Schelde hasta el río Dender y también comprendía algunos pueblos al este del río Dender, como Liedekerke y Borchtlombeek.
Los duques de Brabante como duques de Baja-Lorena tenían poca influencia sobre las zonas del duque de Flandes. El señor de Gavere y Liedekerke se unió en 1288 al duque Juan I de Brabante en la batalla de Worringen.
El palacio de los señores de Liedekerke se encontraba a orillas del Dender, en el territorio de Denderleeuw, con el que Liedekerke formaba un señorío. Durante la ocupación francesa (1796-1815) Liedekerke fue incorporado al departamento de Dijle. En 1815 se convirtió en la provincia de Brabante del Sur. Desde ese momento Liedekerke pertenece a Brabante.

## Demografía

### Evolución
El gráfico refleja la evolución demográfica de Liedekerke, incluyendo la población de los municipios fusionados el 1 de enero de 1977.
| Gráfica de evolución demográfica de Liedekerke entre 1846 y 2020 |
|                                                                  |

## Sitios de interés
- Las torres de la Iglesia de San Nicolás (Sint-Nicolaaskerk) (1656).
- De Waag (1634).
- Las ruinas del monasterio de Ter Muilen.
- Naturaleza: el amplio bosque público de Liedekerkebos.